# Birdworld
Koordinaten: 51° 10′ 58,4″ N, 0° 50′ 26,8″ W
Birdworld ist ein Vogelpark, der sich nahe dem Dorf Bucks Horn Oak, südwestlich von Farnham in der Grafschaft Hampshire in England befindet. Die Innenstadt von London liegt in einer Entfernung von rund 60 Kilometern im Nordosten. Der Park arbeitet eng mit der European Association of Zoos and Aquaria (EAZA) zusammen und ist bei der British and Irish Association of Zoos and Aquariums (BIAZA) akkreditiert.

## Geschichte
Der Standort des späteren Vogelparks war ursprünglich eine kleine Farm, die von Roy Harvey und seiner Familie gekauft und geleitet wurde, um die Leidenschaft der Familie für Vögel der Öffentlichkeit zu präsentieren. Am 15. Juni 1968 wurde Birdworld eröffnet. Ausgehend von einer kleinen Anzahl an Tieren, wurden im Laufe der Jahre weitere Vögel angeschafft und neue Anlagen errichtet. Beispielsweise eröffnete 1977 eine Pinguinanlage. 1996 wurde Birdworld von dem Gartencenter Denys E. Head Ltd.  übernommen. Unter deren Leitung erfolgte ein weiterer Ausbau der Anlagen. Zum 50-jährigen Bestehen präsentierte der Park 2018 einige neue Attraktionen.
2020 wurde das Gartencenter Denys E. Head Ltd.  und damit auch Birdworld von der Firma Haskins Garden Centres Ltd. aufgekauft. Die neuen Eigentümer sind darauf ausgerichtet, den Vogelpark in der Tradition der Harvey-Familie weiterzuführen und zusätzliche Maßnahmen zum Artenschutz zu ergreifen.

## Anlagenkonzept und Tierbestand
Das ca. 11 Hektar große Gelände ist in mehrere Abschnitte unterteilt, die eine Kombination von Freiflughallen, Wasserstellen und Volieren darstellen. Neben den Anlagen für die Vögel gibt es auch einen Kinderspielplatz, einen Picknick-Bereich, Restaurants und Souvenirläden. Die Hauptbereiche im Park sind Parrots in Flight, Crescent Aviaries, Flamingo Cove, Penguin Beach, Penguin Island und Terry Pratchett Owl Parliament genannt und beziehen sich auf Anlagen für Papageien, diverse Vögel in Volieren, Flamingos, Brillenpinguine, Humboldtpinguine und Eulenarten. Insgesamt leben rund 1200 Vögel im Park.

## Sondereinrichtungen
Auf dem Parkgelände befindet sich ein als Jenny Wren Farm bezeichneter Streichelzoo, in dem auch Ziegen, Schafe und andere Haustiere gehalten werden. Für die Besucher werden spezielle Programme mit Papageienflugshows sowie die Fütterung der Pinguine und Pelikane angeboten.

## Arterhaltungs- und Schutzprogramme
Birdworld beteiligt sich aktiv an verschiedenen Zuchtprogrammen zum Erhalt gefährdeter Arten. Dies betrifft im Besonderen die Kapscharbe (Phalacrocorax capensis), die Santa-Cruz-Taube (Pampusana sanctaecrucis), den Gelbwangenkakadu (Cacatua sulphurea), den Brillenpinguin (Spheniscus demersus) und den Humboldt-Pinguin (Spheniscus humboldti).
Unter dem Namen Silent Forest Campaign ist ein Programm zur südostasiatischen Singvogel-Problematik gemeint. In vielen Ländern dieser Region werden Tausende von Singvögeln aus der Wildnis entnommen und zu Gesangswettbewerben eingesetzt. Für solche Vögel werden hohe Preise bezahlt. Die von der European Association of Zoos and Aquaria ins Leben gerufene Kampagne Silent Forest beinhaltet die Zucht von Singvögeln in Gefangenschaft, um Nachzüchtungen gegebenenfalls wieder auszuwildern. Birdworld kümmert sich in speziellen Volieren beispielsweise um den Balistar (Leucopsar rothschildi), verschiedene Singdrosselarten, den Weißbürzelschama (Copsychus malabaricus), die auf Mauritius endemische Rosentaube (Nesoenas mayeri) sowie weitere Arten, die häufig vom illegalen Handel betroffen sind. Auch In-situ-Programme werden durchgeführt.
Anfang Mai 2020 wurden 20 Individuen, die gefährdeten Starenarten (Hill Mynahs) (Sturnidae) angehören nach Birdworld gebracht, nachdem sie aus dem illegalen Haustierhandel in ganz Europa beschlagnahmt worden waren. An den Vögeln wurden verschiedene Messungen vorgenommen, darunter Kopf-, Schnabel-, Schwanz-, Bein- und Flügellängen sowie Federproben für eine  DNA-Analyse. Dies ist notwendig, um mögliche Unterschiede in den Unterarten zu ermitteln, da die genauen Ursprünge der Vögel unbekannt sind und es viele verschiedene Spezies gibt.

## Galerie
Die nachfolgende Bildauswahl zeigt einige Vögel aus dem Bestand der Birdworld:

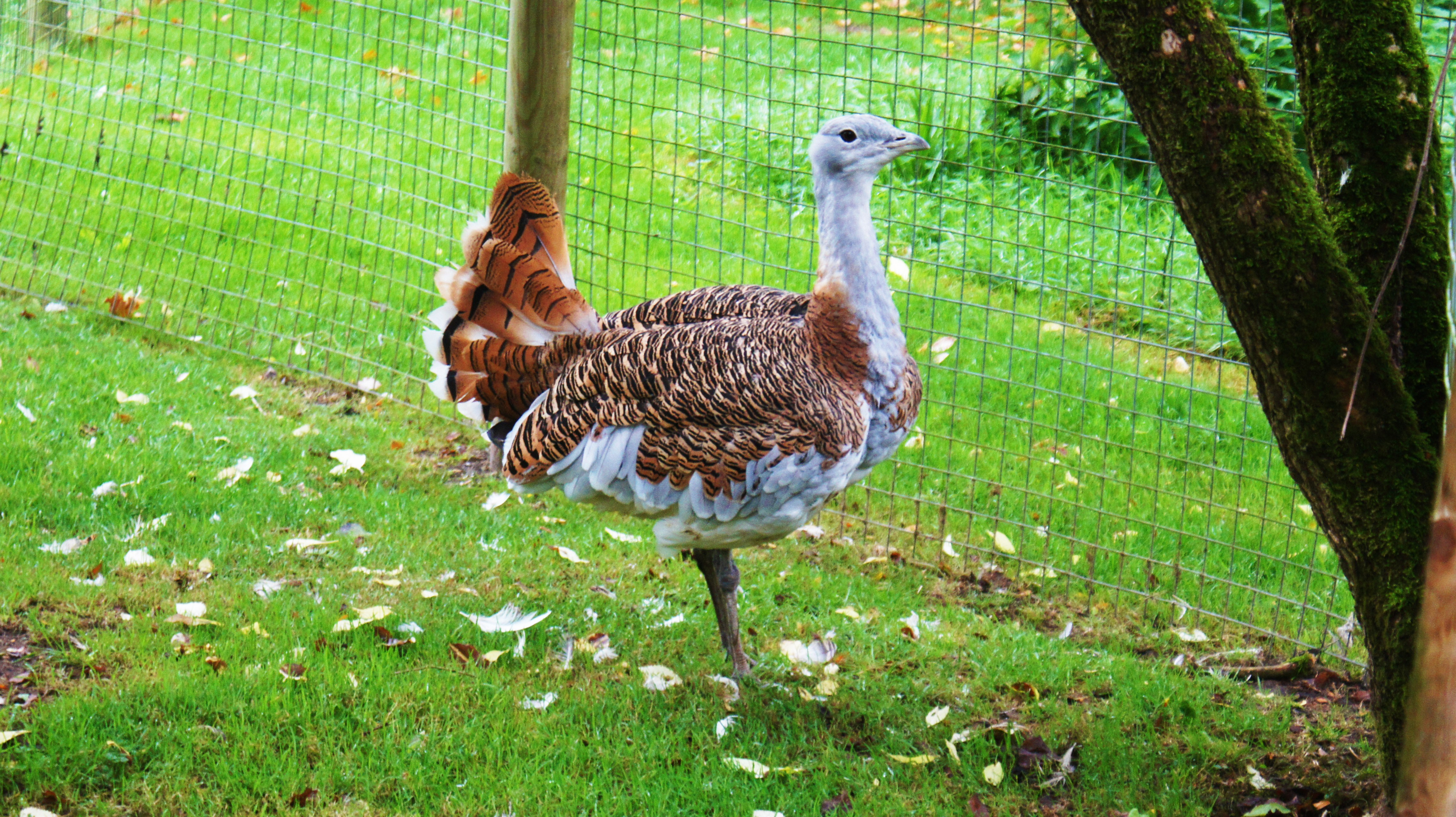
Großtrappenhahn (Otis tarda)
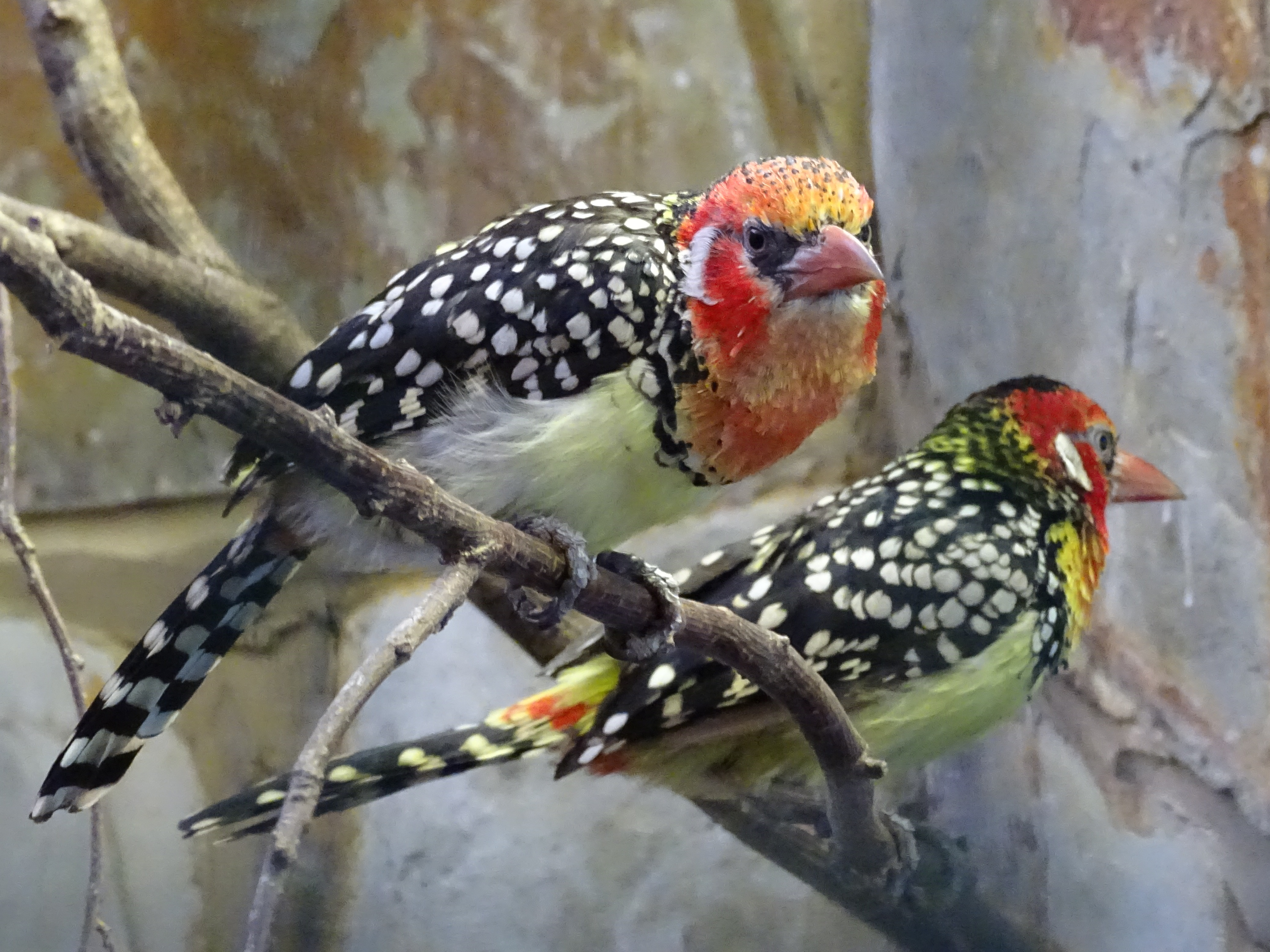
Flammenkopf-Bartvögel (Trachyphonus erythrocephalus)
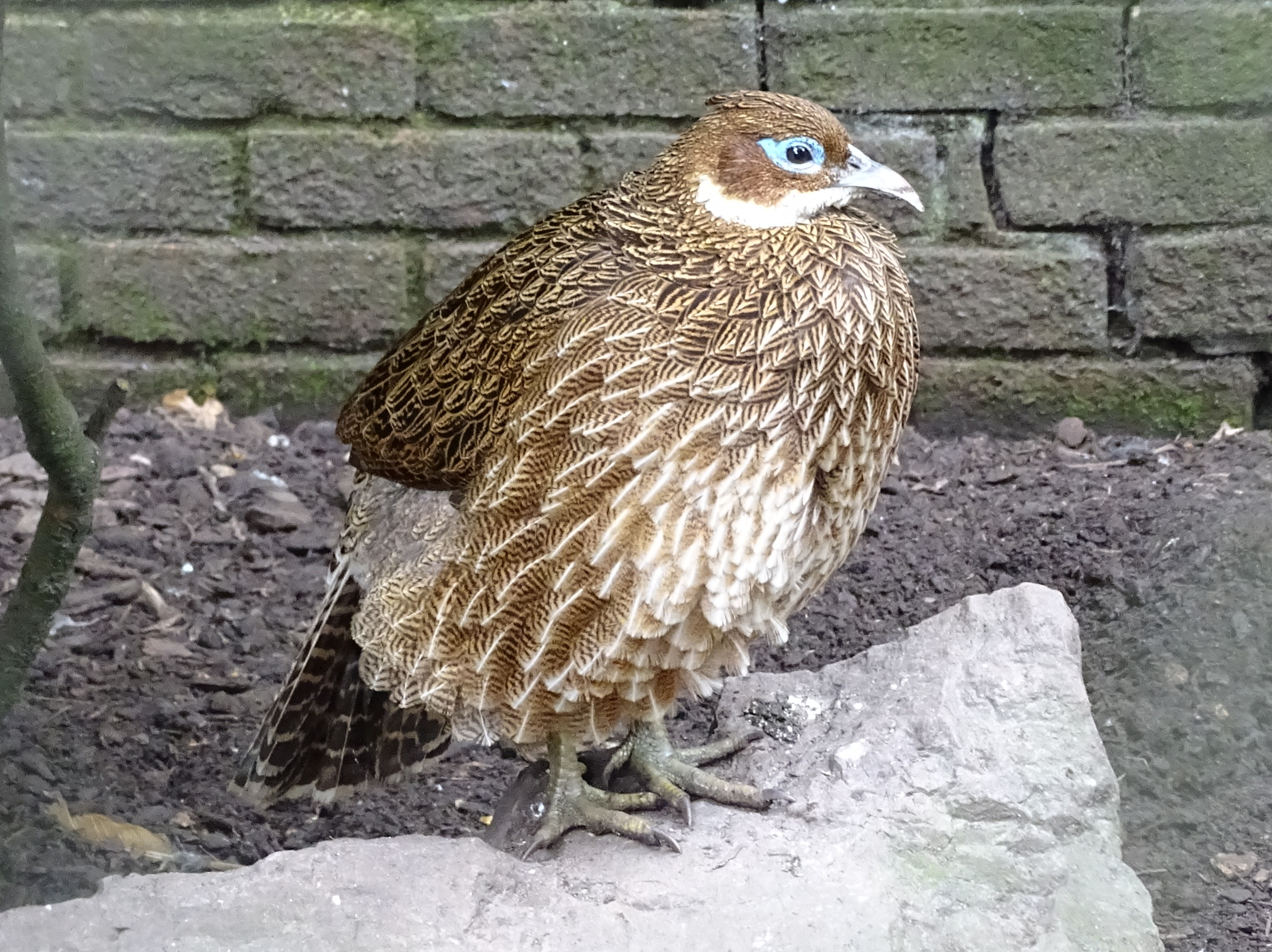
Rostschwanz-Glanzfasan (Lophophorus impejanus), Weibchen
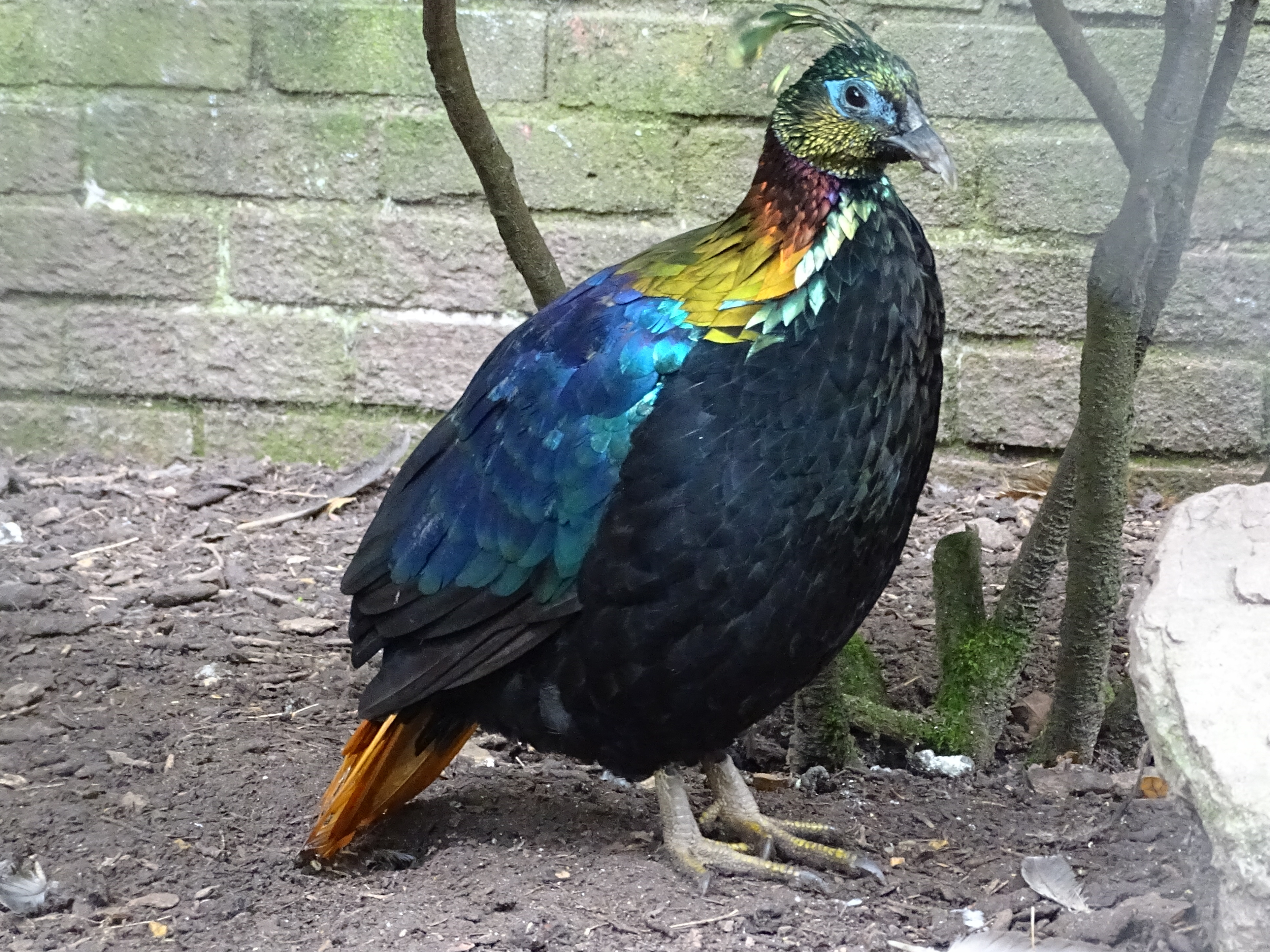
Rostschwanz-Glanzfasan, Männchen
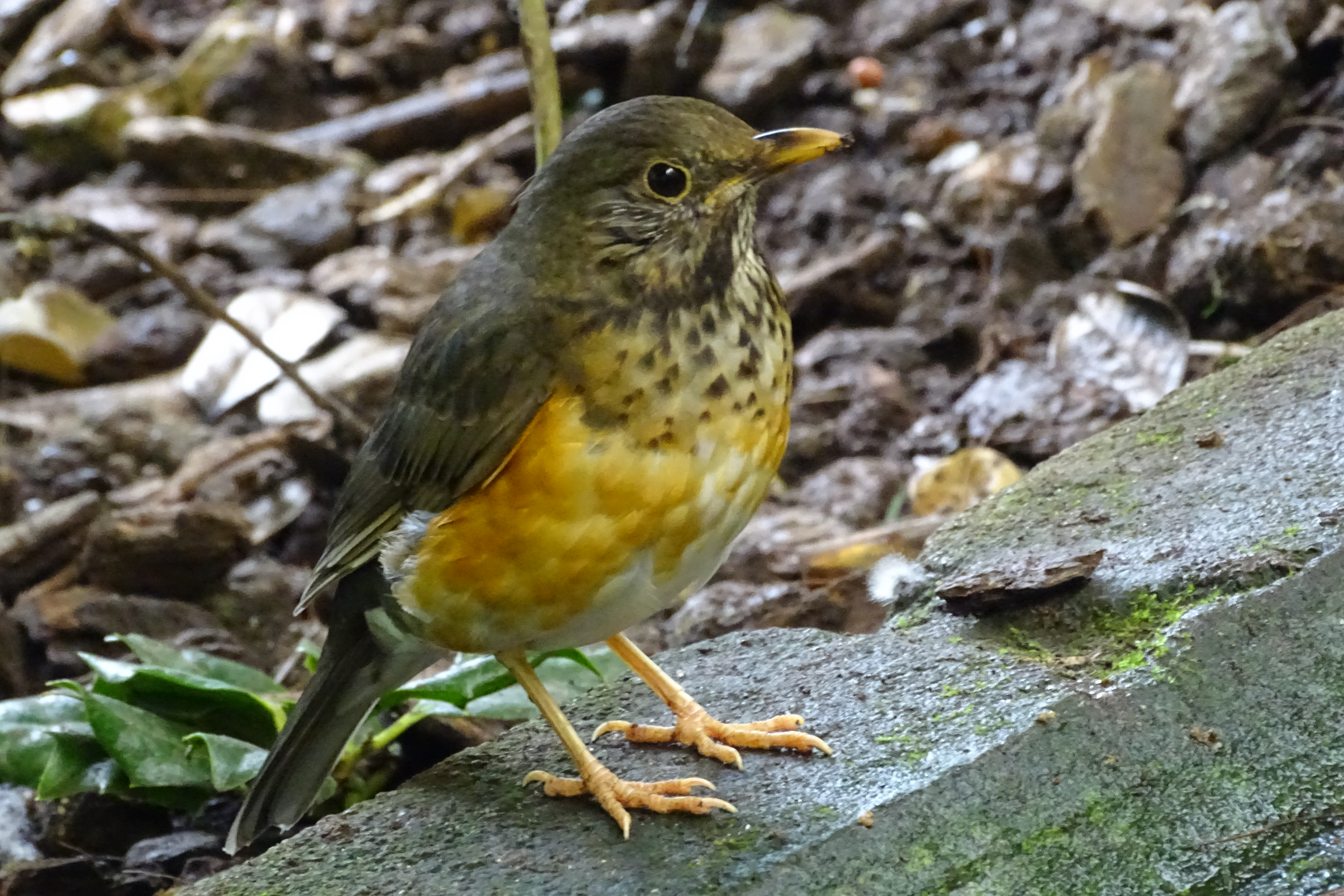
Schwarzbrustdrossel (Turdus dissimilis), Weibchen
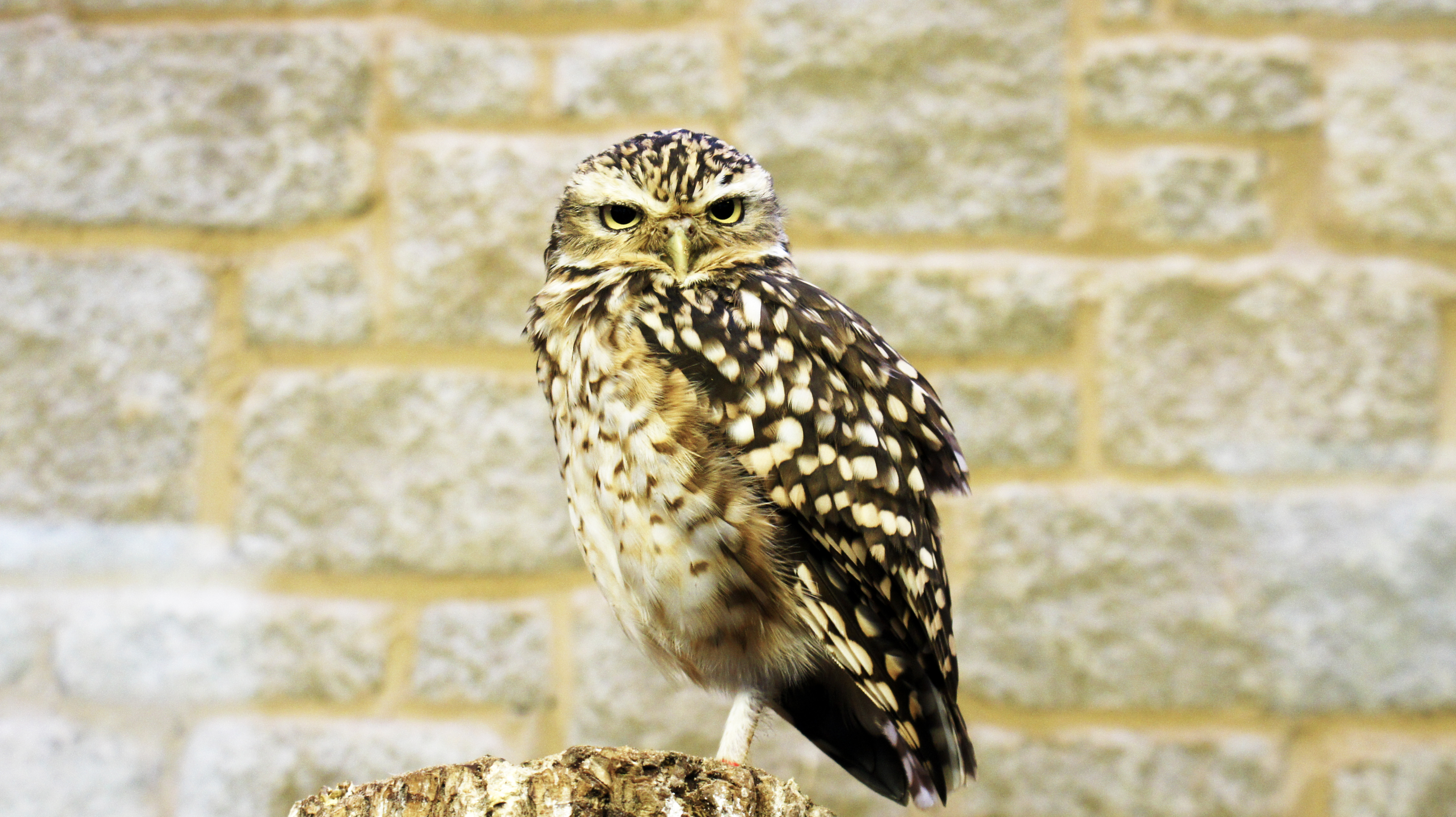
Kaninchenkauz (Athene cunicularia)
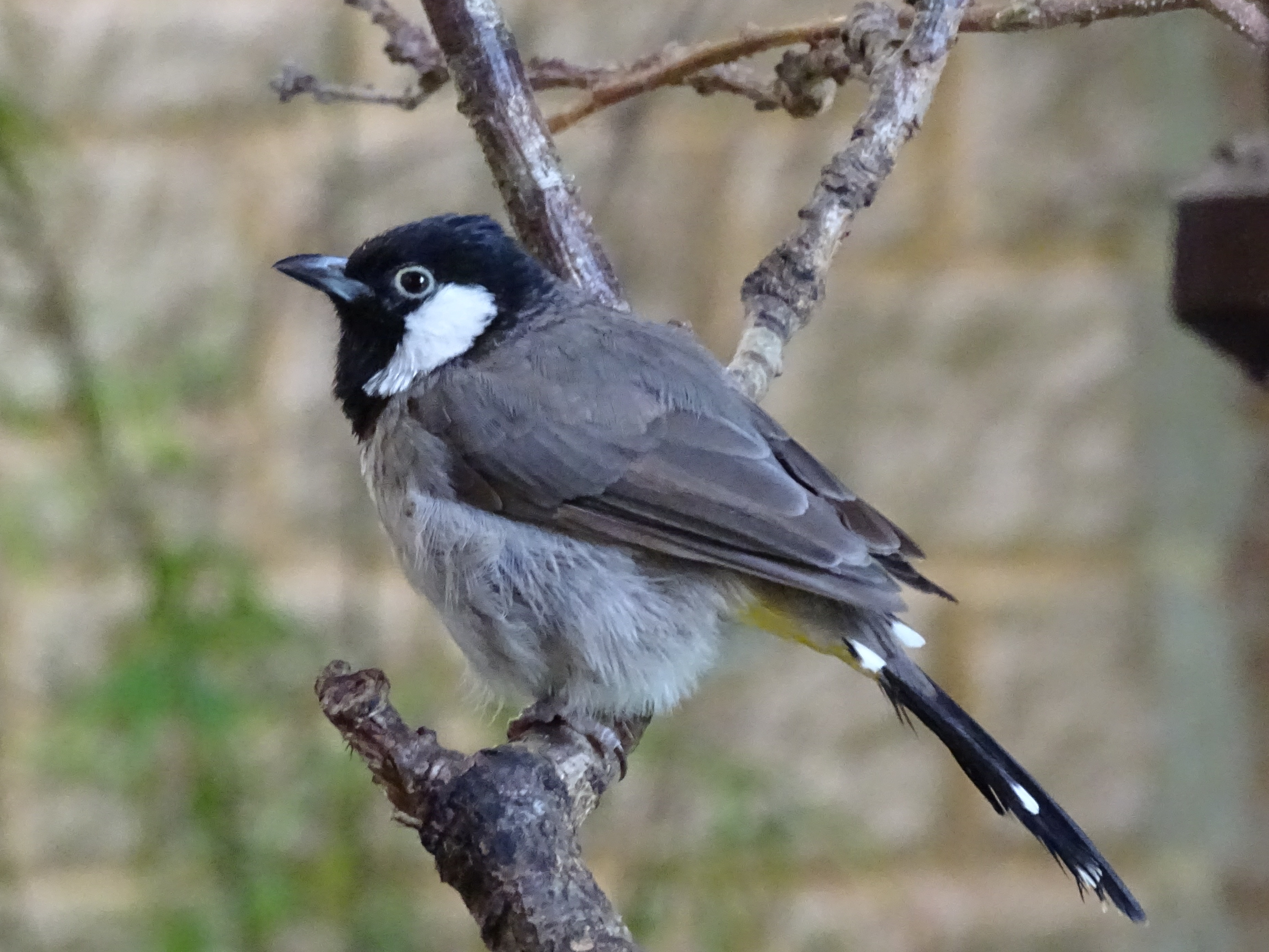
Weißohrbülbül (Pycnonotus leucotis)
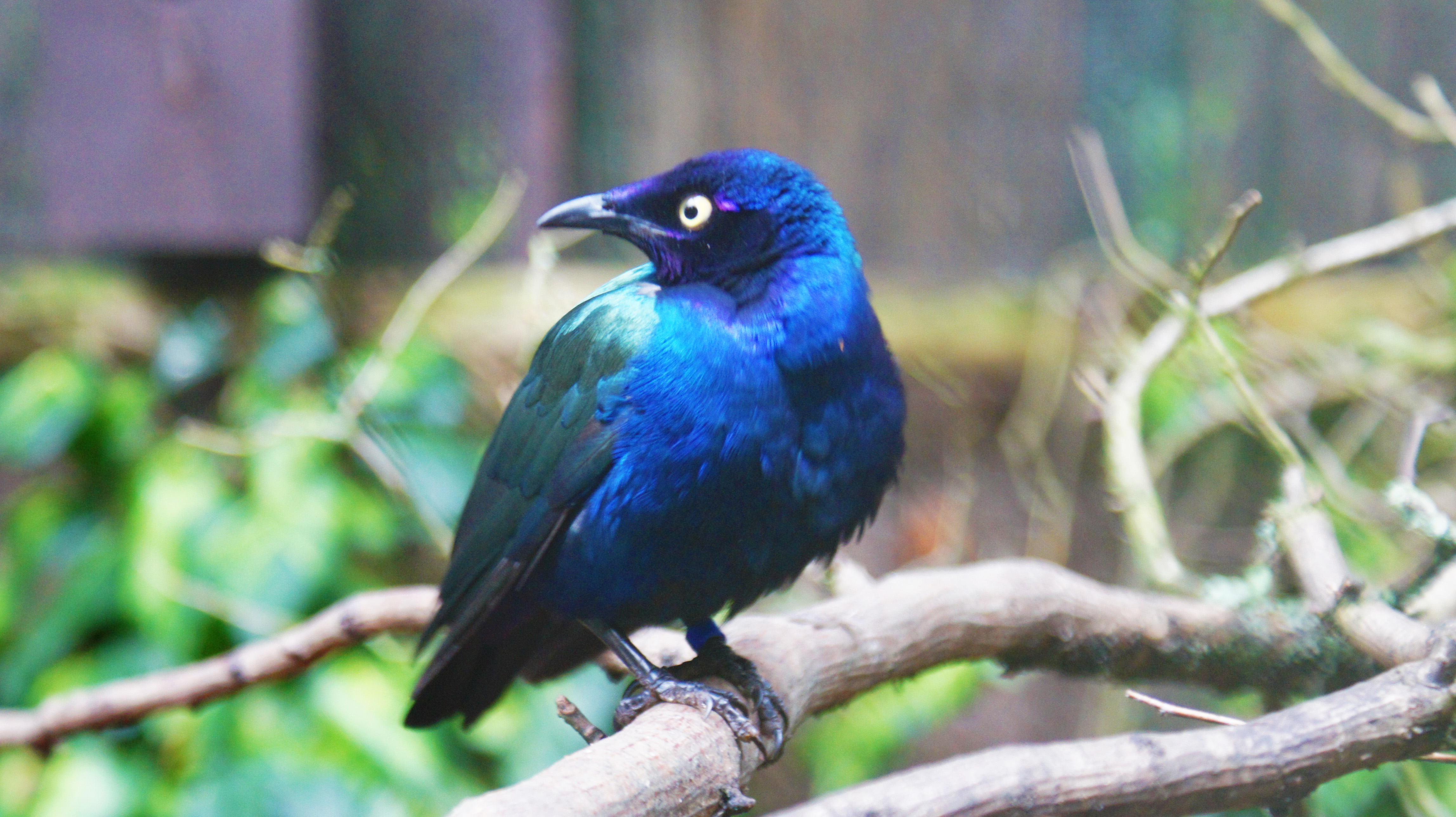
Purpurglanzstar  (Lamprotornis purpureus)
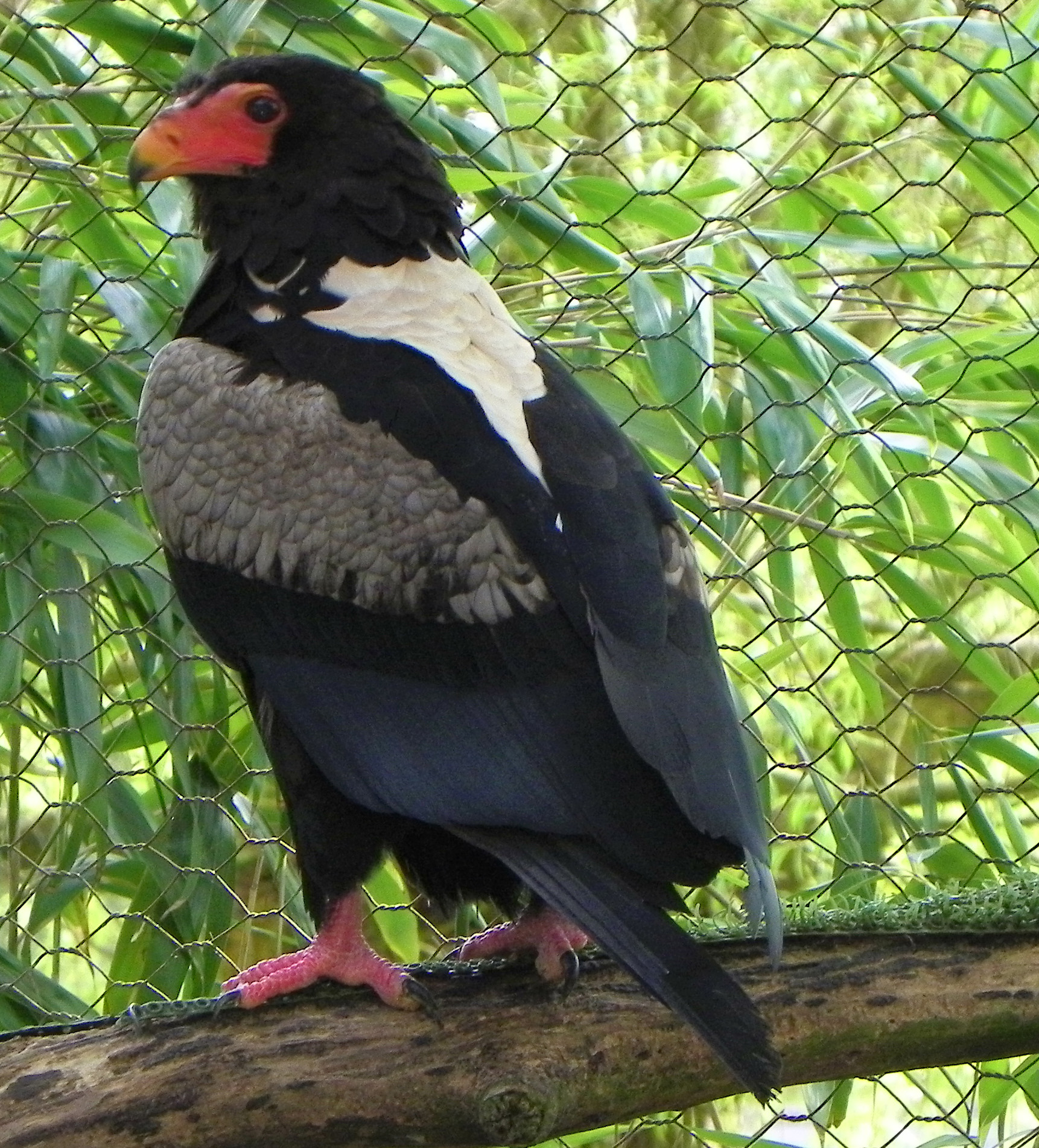
Gaukler (Terathopius ecaudatus)
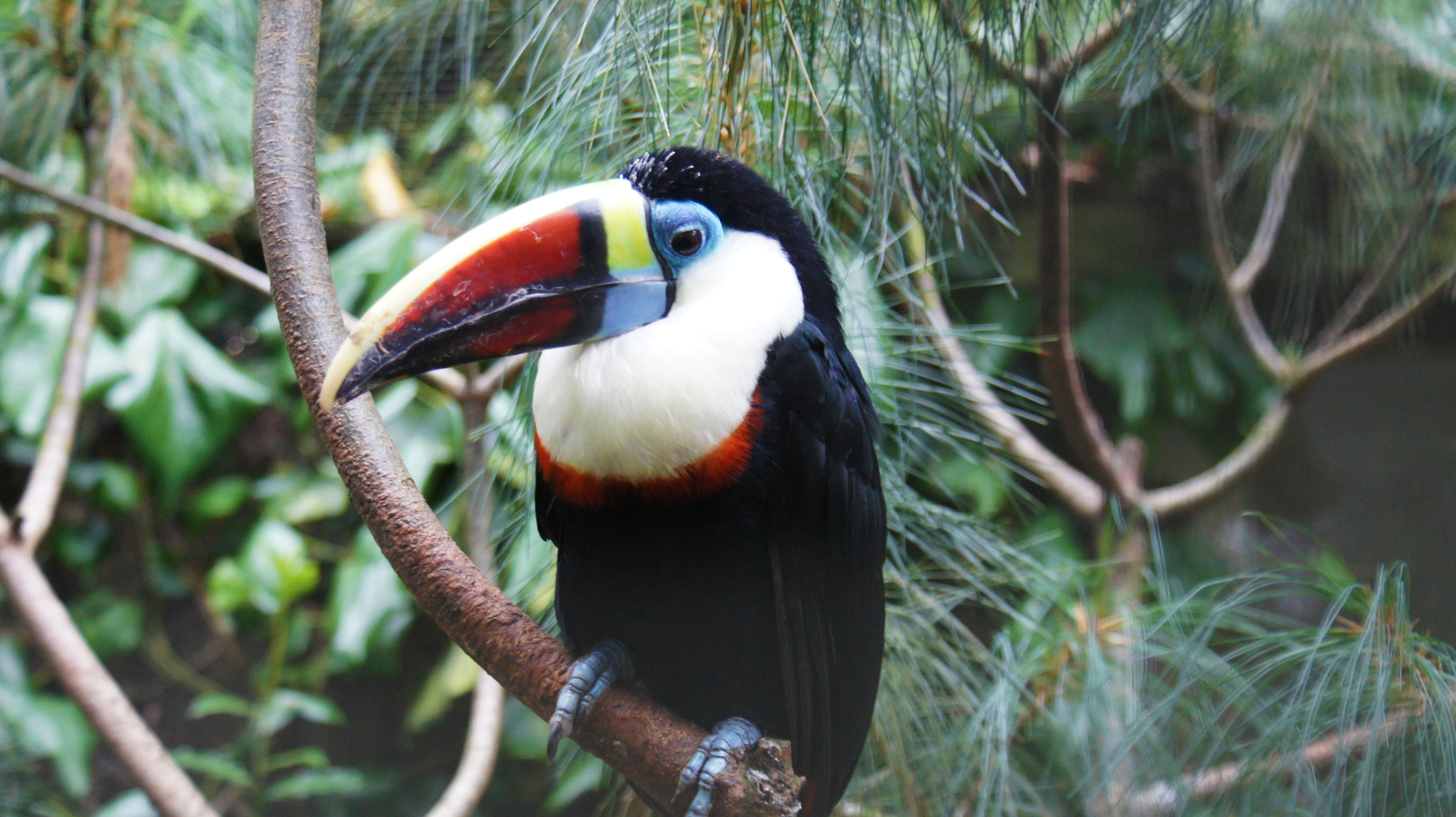
Weißbrusttukan (Ramphastos tucanus)